# Joan Sureda i Villalonga
Joan Sureda i Villalonga, marquès de Vivot (Ciutat de Mallorca.1669 - 1752), comerciant i polític al servei del borbó Felip V.
Felipista, molt ric. Va mantenir una important activitat comercial. Va ser un actiu conspirador filipista contra el predomini austriacista a Mallorca durant la Guerra de Successió i va ser recompensat amb el títol de marquès de Vivot (1717). El gener de 1712 va ser enviat per les autoritats mallorquines a Barcelona. Condemnat a mort, la pena li fou commutada i pogué passar a Menorca. D'allà, d'Aspheld l'envià a demanar per a conquistar Mallorca i sotmetre-la a Felip V. Va ser regidor perpetu de l'Ajuntament de Palma i cavaller de l'ordre d'Alcántara.